# Proteostrenia leda
Proteostrenia leda är en fjärilsart som beskrevs av Butler 1878. Proteostrenia leda ingår i släktet Proteostrenia och familjen mätare. Inga underarter finns listade i Catalogue of Life.